# THE MAN (谷村新司のアルバム)
『THE MAN』（ザ・マン）は、谷村新司のベスト・アルバム。

## 収録曲
1. ノーザンエクスプレス (5:29)
作詞・作曲:谷村新司、編曲:重実徹
新曲。
2. ダンディズム (5:32)
作詞・作曲:谷村新司、編曲:CHRISTIAN KOLONOVITS
3. チャンピオン (4:20)
作詞・作曲:谷村新司、編曲:佐孝康夫
1991年新録音。
4. 群青 (6:33)
作詞・作曲:谷村新司、編曲:佐孝康夫
1991年新録音。
5. マラソンマン (4:12)
作詞・作曲:谷村新司、編曲:佐々木まこと
6. 三都物語 (4:11)
作詞:多夢星人、作曲:谷村新司、編曲:佐孝康夫
7. 昴 (4:42)
作詞・作曲:谷村新司、編曲:佐孝康夫
1991年新録音。
8. いい日旅立ち (4:33)
作詞・作曲:谷村新司、編曲:佐孝康夫
1991年新録音。
9. 浪漫鉄道 -蹉跌篇- (4:20)
作詞・作曲:谷村新司、編曲:美野春樹
10. 愛 (4:44)
作詞・作曲:谷村新司、編曲:服部克久
11. 陽はまた昇る (4:42)
作詞・作曲:谷村新司、編曲:佐孝康夫
1991年新録音。
12. サライ (7:08)
代表作詞:谷村新司、作曲:弾厚作、編曲:星勝
ソロバージョン
13. 階-きざはし- (5:16)
作詞・作曲:谷村新司、編曲:星勝
14. ラストニュース-THE MANのテーマ- (5:57)
作詞・作曲:谷村新司、編曲:重実徹
新曲。